# Opistophthalmus brevicauda
Espèce
Synonymes
- Opisthophthalmus gaerdesi Lawrence, 1961
- Opisthophthalmus carinatus scabriceps Lawrence, 1966

Opistophthalmus brevicauda est une espèce de scorpions de la famille des Scorpionidae.

## Distribution
Cette espèce est endémique de la région de Kunene en Namibie. Elle se rencontre vers Sesfontein, Marienfluss et Welwitchia.

## Description
Le mâle holotype mesure 89 mm.

## Publication originale
- Lawrence, 1928 : Contributions to a knowledge of the fauna of South-West Africa. VII. Arachnida (Part 2). Annals of the South African Museum, vol. 25, p. 217–312 (texte intégral).